# Nouveaux commanditaires
Les Nouveaux commanditaires sont une série de projets d'œuvres d'art réalisées à partir des années 1990 selon un « Protocole » établi par l'artiste belge François Hers. En ce sens, « Nouveaux commanditaires » désigne à la fois le Protocole établi en 1990, le mouvement de politique culturelle qui s'est ensuivi, ainsi que les œuvres artistiques qui en résultent, mais aussi les organismes dits « de médiation » responsables de l'encadrement des projets artistiques dans différentes régions du monde. Au sens strict, les « Nouveaux commanditaires » sont les personnes physiques qui sont à l'initiative de la commande du projet artistique en question.
Le Protocole des Nouveaux commanditaires dicte les bases des étapes de la construction d'un projet artistique qui se veut démocratique et dont l'origine est une commande issue de citoyens, résidents, employés ou tout autre groupe de personnes portant un intérêt motivé pour l'élaboration d'une œuvre d'art.
Le processus des Nouveaux commanditaires s'est initialement établi en France, sous l'impulsion de la Fondation de France de 1990 à 2022, puis en Belgique dès 2000, ainsi qu'en Allemagne, Espagne, Italie, Suisse et une dizaine d'autres pays ; et, au travers de plusieurs centaines de projets, a rassemblé la participation de nombreuses grandes figures de l'art contemporain telles que Daniel Buren, Luciano Fabro, Christian Boltanski, Harun Farocki, Angela Bulloch, Michelangelo Pistoletto, Wim Delvoye, Jean-Michel Othoniel, Erwin Wurm, ainsi que des personnalités des milieux de l'architecture, de la musique et du design. Le Protocole a également inspiré certains sociologues, philosophes et historiens de l'art et fait l'objet de réflexions continues, en particulier de la part de Bruno Latour, Vinciane Despret, Thomas Schlesser, Laurence Bertrand-Dorléac, Patrick Boucheron ou encore Jean-Michel Frodon. 

## Historique
François Hers, artiste conceptuel, a proposé dès 1963 une approche de l'art allant au-delà des musées, s'inspirant des idées de Dada, pour établir de nouvelles relations entre la société, les artistes et leurs œuvres. Son travail reflète cette ambition novatrice, souvent qualifiée de « sauvage ».
Interrogé par la Fondation de France en 1990, Hers propose à Bernard Latarjet, directeur de la fondation, un mode d’action basé sur un appel à l’art émanant de la société elle-même. Ceci conduit à la création du Protocole des Nouveaux commanditaires en 1991, encourageant la collaboration entre citoyens et artistes.
Ce protocole initié par Hers implique un réseau de médiateurs du monde de l’art pour faciliter la collaboration entre commanditaires et artistes. Hers publie en 2001 le premier texte du protocole, suivi en 2012 d'un autre ouvrage en collaboration avec Xavier Douroux : L’art sans le capitalisme. Deux ouvrages, en particulier, enrichiront ensuite la fortune critique de l’action des Nouveaux commanditaires. En 2013, sous l’égide d’un comité présidé par Bruno Latour, Faire art comme on fait société propose une somme de 47 contributions, issues de nombreux champs disciplinaires. Celle-ci met en perspective cette action en se fondant tantôt sur des études de commandes ou des études de cas à travers l’histoire, tantôt sur l’étude générale des fonctionnements actuels. En 2017, sous la direction d’Estelle Zhong et Xavier Douroux, un autre ouvrage, publié en langue anglaise, Reclaiming Art - Reshaping Democracy, privilégie, de la même manière, des points de vue anglo-saxons.
Les premiers projets artistiques issu du programme Nouveaux commanditaires émergent dès 1991 en Bourgogne. Xavier Douroux, directeur du Consortium de Dijon, en est le médiateur entre les commanditaires et l'artiste.
Le protocole s'étend ensuite en dehors de la France, premièrement en Belgique dès l'an 2000. Le programme est introduit en Allemagne à la fin des années 2000 sous l'impulsion de Sigrid Pawelke.
Dès 2002, les médiateurs issus de différents pays européens participant au programme se regroupent sous la coupole d'une Société internationale des Nouveaux commanditaires.
En 2017, Hers propose d'élargir l'appel à la philosophie et à la recherche en sciences humaines pour répondre aux enjeux culturels et sociaux contemporains, avec le soutien de la Fondation de France et d'autres institutions.
En 2020, la Fondation de France, qui coordonnait et agréait jusqu’alors les différentes structures médiatrices en France, ainsi que les financements en France et parfois à l’étranger, annonce qu’elle souhaite se retirer du projet. Les médiateurs français agréés par la Fondation de France ont alors constitué une association, la Société des Nouveaux commanditaires en Arts et Sciences, afin de poursuivre le pilotage du dispositif. À partir de 2022, cette association est soutenue par la Fondation de France et le ministère de la Culture par le biais d’une convention pluriannuelle. La Fondation de France annonce officiellement son retrait en 2022. En juillet 2023, l'association la Société des Nouveaux commanditaires en Arts et Sciences change son nom pour "la Société des Nouveaux commanditaires" ainsi que son siège social, qui se situe désormais à Paris.

### Le protocole des Nouveaux commanditaires[15]
Dans sa Lettre à un ami, François Hers évoque l'émergence d'un nouveau chapitre dans l'histoire de l'art, celui d'un art de la Démocratie qui succède à l'ère de l'art moderne. Il perçoit dans les conditions actuelles le potentiel pour l'écriture de ce nouveau chapitre, fondé sur les réalisations de la modernité qui ont débuté à la Renaissance et se sont étendues jusqu'aux années soixante.
Durant cette période, les artistes ont joué un rôle crucial en façonnant l'individualité et en libérant les formes d'expression, contribuant ainsi à l'émancipation des modes de perception du monde. Hers souligne que ces avancées ont conduit à l'invention de la démocratie et au développement des sciences et des technologies.
Le Protocole des Nouveaux commanditaires propose que la création artistique ne soit plus confinée aux artistes ou à quelques pouvoirs, mais émane de la société elle-même, à travers un dialogue actif avec ses artistes. Cette démocratisation de l'art est rendue possible par la liberté des formes que les artistes ont établie, leur permettant d'aborder une multitude de problématiques culturelles contemporaines.
Le Protocole clarifie les rôles et les responsabilités de chaque acteur social : aux citoyens revient la responsabilité de formuler la raison d'être de l'art en passant des commandes ; aux artistes de créer les œuvres en réponse à ces demandes, aux élus politiques et aux mécènes de soutenir ces initiatives ; et aux philosophes et chercheurs de fournir une analyse éclairée des enjeux.
À ce premier protocole orienté vers la création artistique s'ajoute dès la fin des années 2010 un protocole particulier visant le programme « Nouveaux commanditaires – Sciences ».

### Développement dans le domaine scientifique
Le protocole des Nouveaux commanditaires, initialement développé pour la création artistique, s'est dès 2013 étendu à la création scientifique. Un nouveau Protocole engage les citoyens à devenir des commanditaires de projets scientifiques, leur permettant ainsi de participer activement à la recherche et au développement scientifiques. De la même manière que pour les projets artistiques, les citoyens expriment leurs besoins, leurs préoccupations ou leurs intérêts, et les scientifiques travaillent en collaboration avec eux pour répondre à ces demandes. Cette approche vise à favoriser l'engagement civique, à encourager le dialogue entre les scientifiques et les communautés locales, et à garantir que la recherche scientifique réponde aux besoins et aux valeurs de la société. En étendant le protocole des Nouveaux Commanditaires à la création scientifique, il devient un modèle important pour la démocratie participative dans le domaine de la science.

## Personnalités participantes
Un demi-millier d'artistes, de toutes les disciplines, sculpteurs, peintres, plasticiens, vidéastes, designers, architectes, compositeurs, écrivains, illustrateurs et issus de tous les continents, ont accepté la commande d'un ou plusieurs projets artistiques de la part de Nouveaux commanditaires.
Liste non exhaustive, par ordre alphabétique, d'artistes ou collectifs ayant réalisé au moins une œuvre dans le cadre du Protocole des Nouveaux commanditaires :

### Recherche, réflexion et travaux académiques
De par son processus associatif, collaboratif, voire démocratique, l'initiative de la commande d'une œuvre d'art pouvant provenir de n'importe quelle personne, et jugé original et innovant, se démarquant en tous cas des mécanismes habituels du monde de l'art, le Protocole des Nouveaux commanditaires et les projets qui en résultent ont fait, dès les années 1990, l'objet de réflexions et de publications de la part d'un grand nombre de penseurs et chercheurs, et ce dans un volet relativement varié de disciplines ; par exemple Jean-Baptiste Fressoz en histoire générale; Thomas Schlesser, Charlotte Guichard, Meyer Schapiro, Estelle Zhong ou Martin Warnke en histoire de l'art; Bruno Latour, Krzysztof Pomian, Émilie Hache en philosophie ainsi que Vinciane Despret et Isabelle Stengers (philosophes des sciences), Joëlle Zask (philosophe politique); ou encore par le sociologue Antoine Hennion, l'anthropologue Jean-Paul Fourmentraux, l'ethnologue Denis Laborde ou l'économiste Frédéric Lordon.

## Projets notables

### Art contemporain
- Capsule, Matali Crasset (2003)
- L'éveil, Sarkis (2004)
- La Maison forestière Wilfred-Owen, Simon Patterson (2011)
- Opéra noir, Christophe Berdaguer et Marie Péjus (2014)
- Chemin des Fées de l'Huveau, Lucy et Jorge Orta (2014)

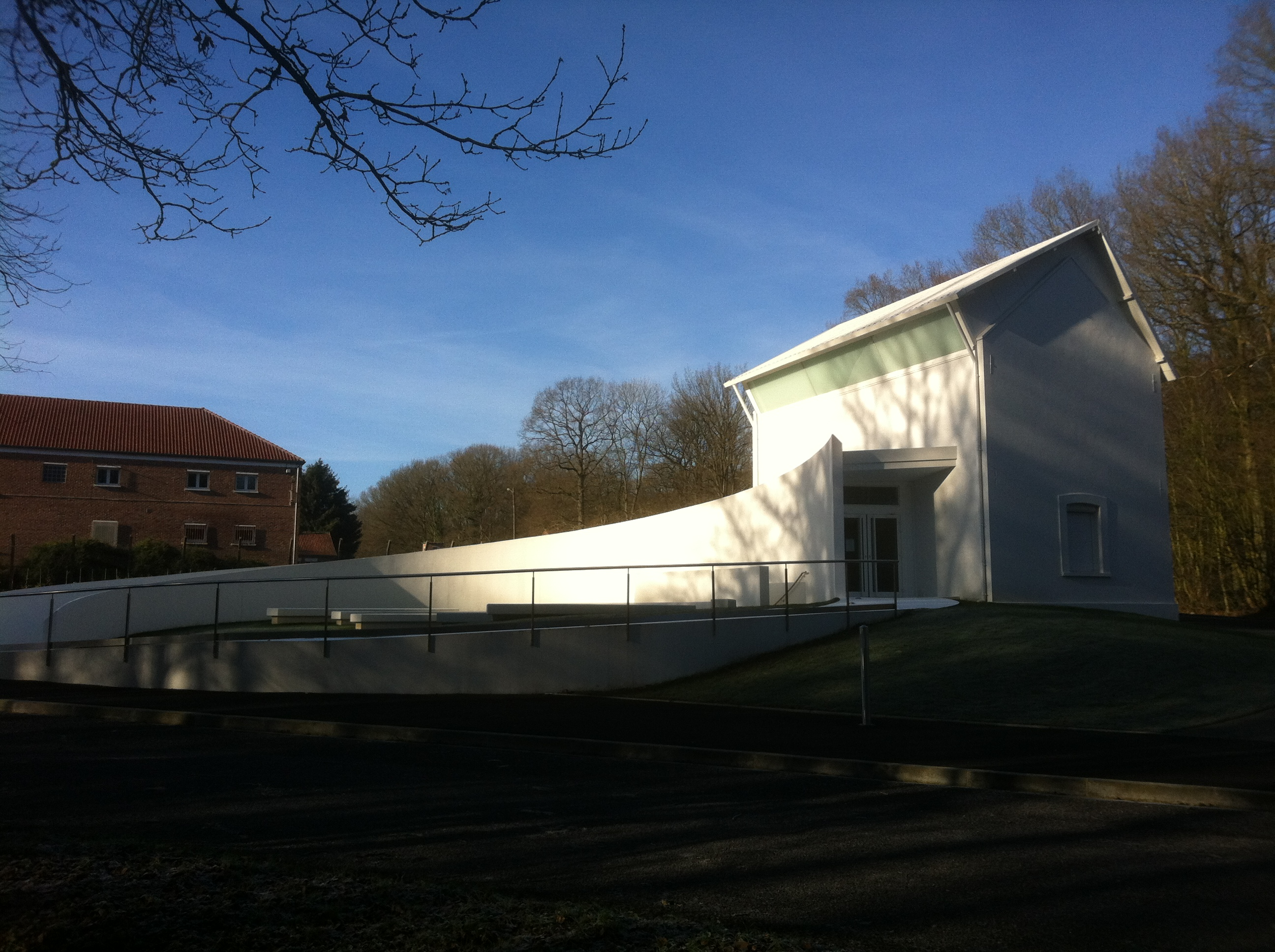
Projets autour du prolongement de la ligne de tram 3b à Paris (2014-2018)  - La maison forestière Wilfred-Owen (2011) de Simon Patterson, commanditée par le maire et la habitants du village d'Ors (France).
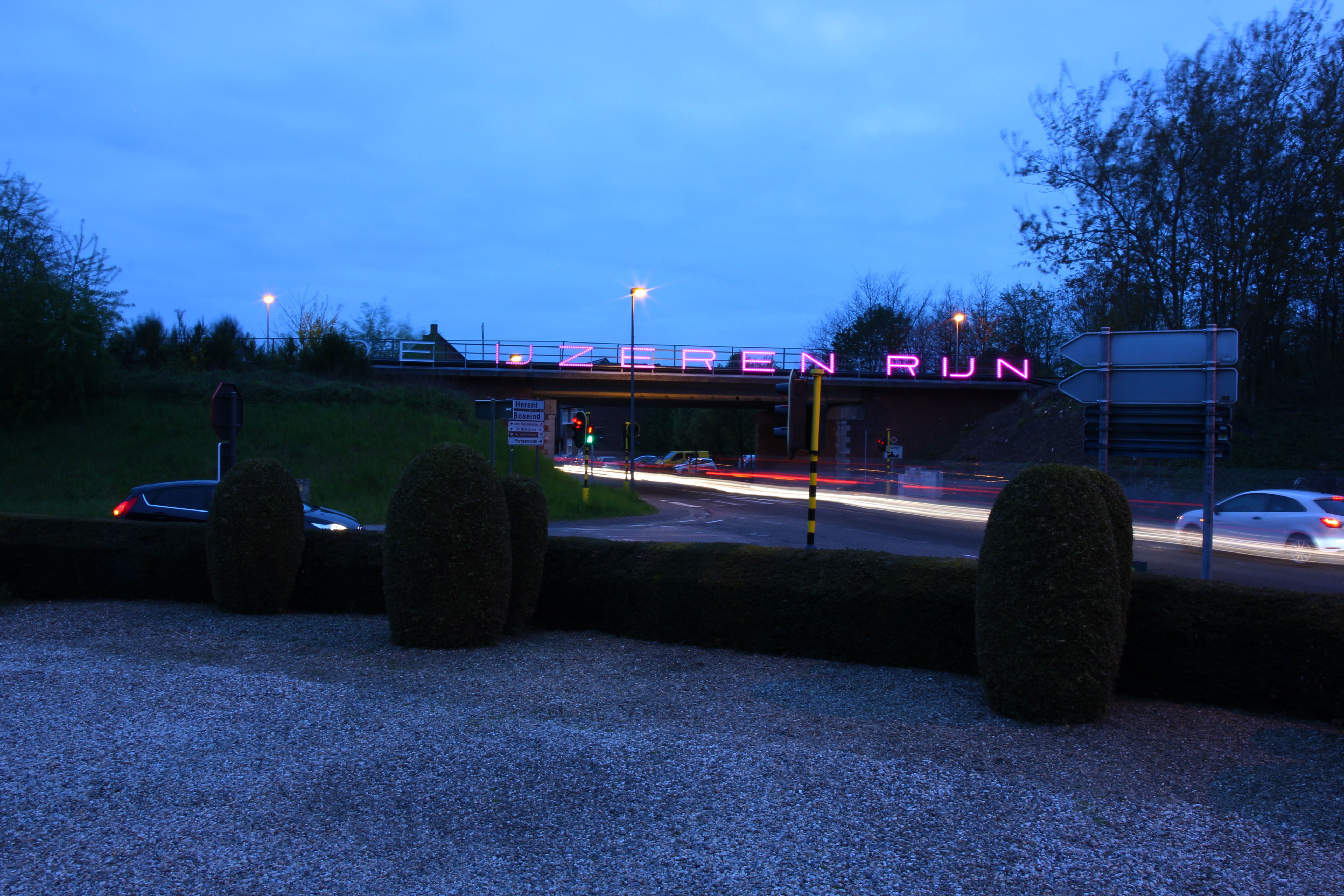
De IJzeren Rijn (2017) de John Körmeling sur un pont du Rhin d'acier à Pelt, commandité par des citoyens de l'ancienne commune de Neerpelt (Belgique).
  - De IJzeren Rijn (2017) de John Körmeling sur un pont du Rhin d'acier à Pelt, commandité par des citoyens de l'ancienne commune de Neerpelt (Belgique).

#### La Salle des départs
La Salle des Départs, œuvre majeure de l'artiste italien Ettore Spalletti et réalisée en collaboration avec Guido Fanti, émerge en 1996 au sein de l'hôpital Raymond Poincaré de Garches, dans les Hauts-de-Seine (France). Le projet trouve son origine dans la réflexion menée par le Dr François Paraire et le Pr Michel Durigon, médecins du Service d'anatomie pathologique de l'hôpital de Garches, sur la nécessité de rénover la salle des départs, dans la morgue.
En 1993, ces médecins se tournent vers la Fondation de France. L'œuvre de Spalletti se distingue par un environnement total, imprégné de variations de bleus symboliques évoquant la céleste et l'éternité. Des éléments en marbre blanc et noir, issus de Carrare en Italie, ponctuent cet espace de recueillement, offrant un cadre apaisant et digne pour les familles endeuillées.
La Salle des Départs souhaite répondre à la question de la mort, tant à l'hôpital qu'au sein de la société en redéfinissant l'espace clinique de la chambre mortuaire en un lieu vivant et public.
L'œuvre est menacée par la fermeture annoncée de l'hôpital de Garches en 2024,. Le devenir de La Salle des Départs suscite une mobilisation de la part des autorités et de la communauté artistique pour sa préservation et sa réinstallation dans un nouvel établissement hospitalier.

#### Colonna di Genk
La Colonna di Genk, érigée à Genk (Limbourg, Belgique), est la dernière œuvre de l'artiste italien Luciano Fabro, décédé en 2007. L'œuvre incarne l'héritage minier du Limbourg belge tout en célébrant l'union entre les communautés locales et l'Italie. Commandée par la municipalité en 2005, cette sculpture symbolise la résilience des habitants face aux défis du passé minier. Réalisée en marbre de Carrare, donc d'Italie, la colonne dorique évoque la connexion profonde entre Genk et les populations minières d'origine italienne qui ont contribué à l'essor économique de la région.
Inaugurée le 1er mai 2008, dix mois après le décès de Fabro, la Colonna di Genk demeure un témoignage vivant de son héritage artistique et de son engagement en faveur de l'unité sociale. Elle incarne la devise de Genk, « Samen sterk » (« Forts ensemble »), perpétuant ainsi son message d'unité et de solidarité.

### Architecture

#### Les Bogues du Blat
Les Bogues du Blat sont un ensemble de logements sociaux conçus par l'architecte Patrick Bouchain à Beaumont, en Ardèche (France). Initié par la commune pour lutter contre la dévitalisation des villages, ce projet intègre des maisons à ossature bois inspirées des charpentes de châtaigne, évoquant ainsi le patrimoine local.
Impliquant étroitement habitants, futurs habitants, et élus, le projet incarne une approche participative et durable de l'architecture. Les constructions, démarrées en 2012, privilégient des matériaux respectueux de l'environnement et un mode de vie communautaire, en lien avec le parc naturel régional des Monts d'Ardèche.

### Design

#### École le Blé en herbe
Située dans la commune de Trébédan, en Bretagne (France), l'École le Blé a été imaginée par la designer Matali Crasset. Cette école primaire est le fruit d'une collaboration entre la municipalité, les habitants et les autorités éducatives locales. Le processus de création de l'école débute en 2007, lorsque la communauté de Trébédan décide de repenser son établissement éducatif, devenu vétuste et inadapté aux besoins modernes. Les enseignants, les parents d'élèves et les élus locaux s'engagent alors dans un projet ambitieux, cherchant à redynamiser le village et à offrir aux enfants un environnement d'apprentissage stimulant.
Matali Crasset conçoit l'école comme une œuvre d'art à part entière. Chaque aspect de l'établissement, de l'architecture au mobilier, est pensé pour favoriser l'autonomie, la créativité et l'épanouissement des élèves. Les couleurs vives, les formes originales et les espaces partagés témoignent de cette approche innovante.

## Organisation
Entre 1991 et 2022, la Fondation de France dirige (et finance) l'élaboration de projets Nouveaux commanditaires. En France, la Fondation reconnaît une série d'organisations et de personnes physiques en tant que « médiateurs agréés », responsables de la médiation des projets Nouveaux commanditaires dans une certaine région ou, dans certains cas, pour une certaine discipline artistique. Parmi celles-ci : Le Consortium en Bourgogne, 40mcube en Bretagne, Vent des forêts au Grand Est, La Ferme du Buisson en Île-de-France, le Centre international d'art et du paysage de Vassivière en Nouvelle-Aquitaine, Les Abattoirs en Occitanie. Bruno Messina est médiateur agréé pour les œuvres relevant d'une création musicale. En outre, la Fondation de France coordonne elle-même les projets artistiques entourant l'extension du tram 3b dans le Nord de Paris. Depuis 2020, les associations médiatrices se sont détachées de la Fondation de France et leur agrégation passe par la Société des Nouveaux commanditaires, une association loi de 1901 fondée à Lille, dont le siège social est à Paris depuis juillet 2023.
Les médiateurs sont, en règle générale, des curateurs artistiques possédant une connaissance approfondie du monde de l'art ainsi que de leur terrain géographique.
En dehors de la France, les structures de médiation s'établissent par des organisations nationales. Celles-ci se regroupent à l'international sous la Société internationale des Nouveaux commanditaires (SiNc), fondée en 2002 à Dijon, puis établie en tant qu'association internationale sans but lucratif à Bruxelles en 2023. En 2024, la SiNc comporte les membres suivants :
| Pays      | Nom                                                    | Forme juridique         | Fondation |
| --------- | ------------------------------------------------------ | ----------------------- | --------- |
| Allemagne | Die Gesellschaft der Neuen Auftraggeber (de)           | gGmbH                   | 2007      |
| Belgique  | de Nieuwe opdrachtgevers – les Nouveaux commanditaires | ASBL                    | 2000      |
| Cameroun  | Société des Nouveaux commanditaires du Cameroun        | OBNL                    | 2016      |
| Espagne   | Concomitentes                                          | Asociación civil        | 2018      |
| France    | la Société des Nouveaux commanditaires                 | Association loi de 1901 | 2020      |
| Italie    | a.titolo                                               | Associazione culturale  | 2001      |
| Suisse    | Société suisse des Nouveaux commanditaires             | ASBE                    | 2014      |

Les financements des projets proviennent généralement de la Fondation de France et des fondations y hébergées (particulièrement la Fondation Carasso), ainsi que de contributions publiques : en France, le Ministère de la Culture, les FRAC), en Belgique néerlandophone par la Communauté flamande, en Allemagne par la Kulturstiftung des Bundes (de). Le budget provient parfois de la règle du 1 % artistique.

## La dénominationNouveaux commanditaires
« Nouveaux commanditaires » est une marque déposée, dans le Benelux par la Société internationale des Nouveaux commanditaires, et en France par la Fondation de France.
Dans sa communication internationale, la Société internationale des Nouveaux commanditaires emploie le terme anglais « New Patrons ». 

## Formation universitaire
En France, deux programmes académiques se concentrent sur la question des Nouveaux commanditaires et la médiation en art contemporain.
Inspiré par la démarche des Nouveaux commanditaires, Bruno Latour fonde en 2010 à l'Institut d'études politiques de Paris une formation aux arts politiques : SPEAP (sciences po expérimentation arts politiques). Sous la direction de Latour, le programme deviendra le Master d'expérimentation en arts et politique, qui deviendra ensuite le Master (en 1 an) en arts politiques. En 2023, la formation SPEAP intègre la nouvellement créée Maison des Arts et de la Création. SPEAP est à la fois axé aux artistes et étudiants-artistes, visant à l'expérimentation, mais forme également à la curation et médiation artistique dans un contexte spécifique à la création d'art public sous l'égide de pouvoirs publics ou politiques.
En 2020, l'université de Lille lance le Diplôme d'université « Faire œuvre comme on fait société — Médiation-production en arts contemporains » en collaboration avec la Société des Nouveaux commanditaires en arts et sciences (France). Cette formation intègre désormais le Master Arts parcours Exposition / Production des œuvres d'art contemporain.

### Filmographie
- Les Nouveaux commanditaires de Blessey (France : HB Projet, 2008)[60].
- Les Nouveaux commanditaires de Flandre (France : HB Projet, Anna Sanders Films, 2011)
- A l’image de la Piazza San Marco (France : SiNc—Fondation de France, 2013)[61].
- Les Nouveaux commanditaires en Afrique (Belgique : Madeye, 2017).

- Les Nouveaux commanditaires en Allemagne (Belgique : Madeye, 2018).
- Le Protocole de François Hers – Sciences Po, 31 janvier 2019, (Belgique : Madeye, 2019).

### Sources et références
1. ↑  Judicaël Lavrador, « « Nouveaux commanditaires », l’art sur la voix publique », sur Libération, 4 mars 2018 (consulté le 26 janvier 2023)
2. ↑  François Hers, « Le commanditaire » , sur denieuweopdrachtgevers.be (consulté le 26 janvier 2026) : « (...) le commanditaire ne peut être une personne morale dans la mesure où nouer un dialogue et assumer une responsabilité est nécessairement le fait de personnes physiques. »
3. ↑  Christine Coste, « La Fondation de France se retire des « Nouveaux commanditaires » », sur Le Journal des arts, 18 février 2022 (consulté le 26 janvier 2023)
4. ↑  Jean-François Chevrier, Récit, Herscher, 1er janvier 1983 (ISBN 978-2-7335-0047-7, OCLC 12625577, lire en ligne)
5. 1 2 3  François Hers et Xavier Douroux, L'art sans le capitalisme, Dijon, Les presses du réel, 2012, 117 p. (ISBN 978-2-84066-506-9)
6. ↑  Samantha Deman, « Les Nouveaux commanditaires - Une démocratie de l’initiative », sur ArtsHebdoMédias, 10 octobre 2014 (consulté le 17 février 2024)
7. 1 2 3  François Hers, Le Protocole, Les Presses du Réel, 2002 (ISBN 978-2-84066-075-0)
8. 1 2  Debaise, Didier., Faire art comme on fait société : les nouveaux commanditaires, Dijon, Les presses du réel, 1er janvier 2013 (ISBN 978-2-84066-623-3, OCLC 864627927, lire en ligne)
9. 1 2 3  (en) Émilie Hache, Frédéric Lordon et al., Reclaiming Art / Reshaping Democracy – The New Patrons & Participatory Art, Dijon, Les Presses du Réel, mai 2017 (ISBN 978-2-84066-720-9)
10. ↑  (en) Institut Goethe, « A “Red Cross” for Art? – The “New Patrons” in Germany »(Archive.org • Wikiwix • Archive.is • Google • Que faire ?) , sur goethe.de, août 2010 (consulté le 2011)
11. ↑  Claire Moulène, « Commande publique: vers des mondes vraiment nouveaux? », sur Libération, 16 juin 2022 (consulté le 17 février 2024)
12. ↑  « Chantal de Singly, présidente des Nouveaux commanditaires : « Plus de 500 œuvres ont été réalisées » », sur Le Journal Des Arts (consulté le 18 février 2025)
13. ↑  Christine Coste, « La Fondation de France se retire des « Nouveaux Commanditaires » », sur Le Journal des arts, 18 février 2022 (consulté le 17 février 2024)
14. 1 2  « Statuts de la Société des Nouveaux commanditaires » [PDF]
15. ↑  « Les Nouveaux commanditaires », sur newpatrons.eu (consulté le 11 mars 2017)
16. 1 2  François Hers, Letter to a Friend About the New Patrons, Dijon, Les Presses du Réel, 2016, 56 p. (ISBN 978-2-84066-905-0, lire en ligne)
17. 1 2  Claire Ribrault et Livio Riboli-Sasco, « Protocole », sur www.joursavenir.org (consulté le 17 février 2024)
18. ↑  « L' Atelier des Jours à Venir - Nouveaux commanditaires Sciences », sur www.joursavenir.org (consulté le 17 février 2024)
19. ↑  Société internationale des Nouveaux commanditaires, « Base de données internationale Nouveaux commanditaires » , sur database.nouveauxcommanditaires.eu (consulté le 26 janvier 2023)
20. ↑  Société internationale des Nouveaux commanditaires, « Les œuvres » , sur nouveauxcommanditaires.eu (consulté le 26 janvier 2023)
21. ↑  Jean-Baptiste Fressoz, Faire art comme on fait société – Les Nouveaux commanditaires, Dijon, Les Presses du réel, septembre 2013 (ISBN 978-2-84066-623-3), « Varech, botanique et politique : les savoirs de commande et la fin des communs (Normandie, fin de l’Ancien Régime) »
22. ↑  Thomas Schlesser, « Si l’on veut que la commande soit l’avenir de l’art, il faut la rendre vraiment démocratique » , sur Le Monde, 8 juin 2020
23. ↑  Christian Ruby, « Vers un art public ? », sur nonfiction.fr, 17 décembre 2013
24. ↑  Centre Pompidou, « Art et transmission : Interventions de Krzysztof Pomian et Heniz Wismann »  [vidéo], sur centrepompidou.fr, 16 juin 2005 (consulté le 27 janvier 2023)
25. 1 2  Vinciane Despret, Les morts à l'oeuvre, Paris, La Découverte, 2023 (ISBN 978-2-359-25243-9)
26. ↑  (en) Isabelle Stengers, « Because now I would feel authorized to do it... » , sur neueauftraggeber.de (consulté le 27 janvier 2023)
27. ↑  (en) Joëlle Zask, « Art dehors / Outdoor art », sur Réseau documents d'artistes, janvier 2018 (consulté le 27 janvier 2023)
28. ↑  Antoine Hennion et Alexandre Monnin, « Du pragmatisme au méliorisme radical : enquêter dans un monde ouvert, prendre acte de ses fragilités, considérer la possibilité des catastrophes », SociologieS,‎ 16 juin 2020 (DOI 10.4000/sociologies.13931, lire en ligne)
29. 1 2  Jean-Paul Fourmentraux, L'œuvre commune – Affaire d'art et de citoyen, Dijon, Les presses du réel, 2012, 320 p. (ISBN 978-2-84066-477-2)
30. ↑  Denis Laborde, « Musique et sciences participatives : l'irrésistible utopie d'un monde commun », 2019 (consulté le 27 janvier 2023)
31. ↑  Jean-Luc X., « La Fondation de France rend hommage à Ettore Spalletti, artiste phare des Nouveaux commanditaires », sur Fondation de France, 1er octobre 2019 (consulté le 17 février 2024)
32. ↑  « Les Nouveaux Commanditaires de Garches », sur Centre du film sur l'art (consulté le 17 février 2024)
33. ↑  Isabelle Genyk, Isabelle Saint-Martin et Magali Uhl, De l'ar[t]chitecture en milieu hospitalier : Buraglio, Pistoletto, Spalletti, Nanterre, Presses universitaires de Paris Nanterre, 2012, 203 p. (ISBN 978-2-84016-067-0, EAN 978-2-8218-2684-7, DOI 10.4000/books.pupo.1313, lire en ligne), « Quelles conditions ? Quelles existences ? Interdisciplinarité art/architecture à l’épreuve de la réalisation », p. 113-154
34. ↑  Roxana Azimi, « La mort du peintre Ettore Spalletti », Le Monde,‎ 14 octobre 2019 (lire en ligne, consulté le 17 février 2024)
35. 1 2  Valérie Da Costa, « La Salle des Départs d'Ettore Spalletti en péril », The Art Newspaper Daily, no 159,‎ 22 novembre 2018, p. 3-5 (lire en ligne  [PDF])
36. ↑  « La Salle des départs conçue par Ettore Spalletti à l’Hôpital Raymond-Poincaré à Garche », sur Nouveau Musée national de Monaco, 29 octobre 2019 (consulté le 17 février 2024)
37. ↑  « Colonna di Genk (Luciano Fabro) — atlasmuseum », sur atlasmuseum.net (consulté le 17 février 2024)
38. ↑  (en) Thérèse Legierse, Luciano Fabro. From Contratto sociale to Colonna di Genk, Berlin, MER Paper Kunsthalle (ISBN 9789490693626)
39. ↑  (nl) « Dorische zuil in meistoet naar Genk », sur Het Belang van Limburg, 23 avril 2008 (consulté le 17 février 2024)
40. ↑  « Nouveaux commanditaires », Le cri de l'ormeau, vol. 22-147,‎ juillet 2013, p. 26 (lire en ligne)
41. ↑  Pascal Waldschmidt, « À Beaumont en Ardèche, tout faire pour « enrayer le déclin de l’agriculture et le vieillissement de la population » », sur Rue89Lyon, 13 mai 2019 (consulté le 17 février 2024)
42. ↑  Anne-Marie Fèvre, « Les Bogues du Blat, des HLM complètement perchées », sur Libération (consulté le 17 février 2024)
43. ↑  Valérie Cudel, Les Bogues du Blat: une commande des élus de Beaumont, Dijon, Les presses du réel, 2018 (ISBN 978-2-9558778-4-5)
44. 1 2  Marie Godfrain, « Trop classe, le design de ma classe ! », Le Monde,‎ 7 septembre 2015 (lire en ligne, consulté le 17 février 2024)
45. ↑  Ouest-France, « L'école rénovée va pouvoir être inaugurée dès le samedi 21 mars », sur Ouest-France.fr, 27 octobre 2014 (consulté le 17 février 2024)
46. ↑  Isabelle Halliez, « Trébédan. Une école oeuvre d'art », sur Le Télégramme, 8 septembre 2015 (consulté le 17 février 2024)
47. ↑  « Le médiateur » , sur www.nouveauxcommanditaires.eu (consulté le 17 février 2024)
48. ↑  Portail d'immatriculation commun des Lands, « Neue Auftraggeber e.V. », entreprise VR 26969, Tribunal d’instance de Berlin (Charlottenburg), handelsregister.de
49. ↑  Service public fédéral Économie, « Données d'une entité enregistrée | les Nouveaux commanditaires », sur kbopub.economie.fgov.be, Banque-Carrefour des Entreprises, 12 septembre 2000 (consulté le 17 février 2024)
50. ↑  « Concomitentes | What is Concomitentes? », sur concomitentes.org (consulté le 17 février 2024)
51. ↑  Nouveaux commanditaires Suisse, « Qui sommes-nous? », sur nc-na.ch (consulté le 17 février 2024)
52. ↑  Office Benelux de la propriété intellectuelle, « Marque n° 1446157 » , sur boip.int, 25 août 2021 (consulté le 15 février 2024)
53. ↑  Institut national de la propriété industrielle, « Marque verbale Nouveaux Commanditaires » , sur data.inpi.fr, 21 décembre 2001 (consulté le 15 février 2024)
54. ↑  Sciences Po, « Un an après, Bruno Latour nous inspire toujours » , sur sciencespo.fr, 9 octobre 2023 (consulté le 15 février 2024)
55. ↑  Sciences Po, « Master en arts politiques » , sur sciencespo.fr (consulté le 15 février 2024)
56. ↑  (en) Sciences Po, « Sciences Po launched its Institute for Arts and Creation » , sur newsroom.sciencespo.fr, 29 mars 2023 (consulté le 15 février 2024)
57. ↑  Université de Lille, « DU Faire œuvre comme on fait société : médiation-production en arts contemporains » , sur formationpro.univ-lille.fr (consulté le 15 février 2023)
58. ↑  « Diplôme universitaire 2023 Faire œuvre comme on fait société : médiation-production en arts contemporains » , sur artconnexion.org (consulté le 15 février 2024)
59. ↑  Emmanuel Négrier, Laura Michel et Dorothée Yaouanc, Une politique culturelle privée en France ? les Nouveaux commanditaires de la Fondation de France, 1991-2004, Paris, L'Harmattan, coll. « Logiques sociales », 2006 (ISBN 978-2-296-01427-5)
60. ↑  Centre du film sur l'art, « Les Nouveaux commanditaires de Blessey », sur centredufilmsurlart.com (consulté le 17 février 2024)
61. ↑   [vidéo] « Focus 2: A l'image de la Piazza San Marco », Nouveaux commanditaires, 23 novembre 2013, PT 00 H 05 M 05 S (consulté le 17 février 2024)